# Hálsfjall
Hálsfjall är ett berg i republiken Island. Det ligger i regionen Austurland, 400 km öster om huvudstaden Reykjavík. Toppen på Hálsfjall är 916 meter över havet.
Närmaste större samhälle är Djúpivogur, nära Hálsfjall. Trakten runt Hálsfjall består i huvudsak av gräsmarker.